# 純情クレイジーフルーツ
『純情クレイジーフルーツ』（じゅんじょうクレイジーフルーツ）は、松苗あけみによる日本の漫画作品。1982年から1988年に、『ぶ〜け』（集英社）で連載された。1988年、第12回講談社漫画賞少女部門を受賞。

## 概要
『ぶ〜け』1982年7月号から12月号に連載の後、1985年2月号から1988年3月号まで連載された。丸の内女学園という女子校に通う四人の女生徒を軸に、恋愛や友情・高校生活などを当時の少女の本音丸出しで過激に描いている。1988年、第12回講談社漫画賞少女部門を受賞した作品。
このほか、舞台設定を江戸時代の大奥にした番外編『純情クレイジーフルーツ大奥純情絵巻』、主人公達のその後の姿を描いた『純情クレイジーフルーツ21世紀編』も出版された。

## 主な登場人物

### 丸の内女学園生徒
吉原実子
本編、続編の主人公。連載時は丸の内女学園在籍。抜群のプロポーションで男好きのするタイプだが、一重瞼で目が細いのが悩み。高校一年時の担任だった小田島先生に片思い（連載中に交際関係へと発展）。
母子家庭で母親が働いているため、幼い頃より弟の世話を任せられている。そのため、家事育児全般が得意。
桜田みよ子
実子の友達で、丸の内女学園の同級生。いつも一緒に行動する4人組のメンバー。愛称みよちゃん。
可愛らしい容姿だが、我侭で気が強い。毒舌家で、実子達友人や好意を寄せて来る男性にも時々きつい物言いをする。ロックミュージック（現在のビジュアル系）好き。
沢渡杏子
同じく実子の友達、4人組のメンバー。酒店（沢渡酒店）の娘。中学時代は陸上部で活躍。長身でボーイッシュな外見だが、性格は気弱で内向的。手芸や縫いぐるみ収集を好む。
その容姿からレズビアン思考の下級生に好かれたことも。愛称は沢渡君。
桃苗あけび
同じく実子の友達、4人組のメンバー。ふくよかな体型で、学業は4人の中で優秀。少女漫画が好き。体型や学業が優秀な事を理由に男子生徒にいじめられた経験があり、男嫌い。女子校に来たのもそのため。
なお連載当初は「桃苗」とだけ呼ばれていたが、読者の公募により「あけび」という名前が決定した。
梅本竹子
丸の内女学園で実子達のクラスメイト。学級委員、風紀委員等を務め、イヤミな優等生として書かれているが、実子達が問題を起こすと陰ながら心配するなど人情的な一面も。
実は、密かにロックミュージックの追っかけをしていて、チケット発売前日。泊り込みでプレイガイド開店待ちをしていた。

### 丸の内女学園教師
小田島先生（小田島雄一郎）
丸の内女学園で実子達の一年次の担任を務める。担当は政治経済。一年次終了後アメリカに留学するが、一年足らずで帰国。実は現地で結婚したが、「正月に雑煮が食べたい」と言った事がきっかけでバツイチになった事が判明。
その後は聖女館高校（作品内ではお嬢様学校として描かれている）の教師になる。一時作家として、タレント活動をしていたこともある。
教頭先生
丸の内女学園の教頭。校則や礼儀作法に厳しく、何かと反抗的な実子達にきつく当たる。
第二次世界大戦中に抑圧された青春を送った反動か、化粧や服装が派手。 校長先生とは夫婦関係にある。
校長先生
丸の内女学園の校長。温厚な人柄で、生徒・教師からの信頼も厚い。大のカラオケ好き。教頭先生とは夫婦関係にある。
甘夏先生（甘夏城太郎）
丸の内女学園で実子達の三年時に担任を務める。専門は化学。教頭先生の甥に当たる。お坊ちゃま的な容姿で、女生徒達によくからかわれる。
柿山先生
丸の内女学園教師。教頭の腰ぎんちゃくで、常に行動を共にしている。

### 主要人物の近親者・関係者
吉原明彦
実子の弟。実子より9歳下で、連載時は小学3 - 4年生。実子とは違い、父親似のパッチリした目をしている。運動神経が良く、要領が良い。
実子の母
銀座でクラブの雇われママをしている。夫（実子、明彦の父）が不慮の事故で他界したため、水商売の世界に入る。
桜田かよ子
みよちゃんの姉。短大卒業後、一年間だけ会社勤めをした後家事手伝い。高校時代の同級生、柚木と婚約しているが。
柚木盛夫
みよちゃんの姉、桜田加代子の婚約者。
小田島微笑
聖女館高校の生徒で、小田島先生の身内（父親が小田島先生と従兄弟同士）
梨畑君
みよちゃんの交際相手で、お金持ちのお坊ちゃま。みよちゃんとはバイトで知り合う。
苺野君
桃苗の小学校の同窓生で交際相手。
沢渡杏子の両親
沢渡酒店を経営。

### 極真館高等学校生徒、及び教職員
※作品の中で極真館高校は、全寮制のバンカラな男子校として描かれている。
花椿ひろみ
実子に想いを寄せており、丸の内女学園の文化祭に侵入。
彼女が所属する華道部の展示ブースへ乱入し、強引に唇を奪った。
のちに、梅本とお見合いするも、彼女のファーストキスを奪ったが「好きな人がいるんだーっ」と叫び、破談に。
花椿かおる
ひろみの兄。極真館高校教諭。弟が文化祭に侵入した一件で、引き取りに行った際謝罪した。
鐘紡君、紅星君
野々吉君

### その他の登場人物
五十音順
阿草純二
みよちゃんの姉、加代子とその婚約者柚木の知己。美形だが軽く女好きな性格で、みよちゃん・加代子両名にちょっかいを出す。
苺野公吉
桃苗のボーイフレンド苺野公次の従兄弟。軽い性格。
苺野君の母親
苺野公次の実母。苺野家は美形が多く本人もかなりの美女。そのため、ぽっちゃりした容姿の桃苗を許せない。
蒲池法子
川崎（実子の友達）
先生との恋愛がバレて学校を退学になった。
川端まりな
ジーン・ターナー
小田島先生がアメリカで結婚していた女子高生。「正月に雑煮が食いたい」という言葉に傷つき、あっけなく離婚。
高山さとし
高山さとみ
高山さとし、さとみの両親
野菜原さん（のなちゃん）
まこちゃん（実子の友達）
まもるちゃん
ゆりちゃん（実子の友達）
蘭間久子